# Vigna glabrescens
Vigna glabrescens är en ärtväxtart som beskrevs av Marechal och Al.. Vigna glabrescens ingår i släktet vignabönor, och familjen ärtväxter. Inga underarter finns listade i Catalogue of Life.